# Xenobiotikumok metabolizmusa
A xenobiotikumok metabolizmusa a xenobiotikumok (a szervezet számára idegen anyagok, például gyógyszerek, mérgek) biokémiai átalakulását jelenti, rendszerint a szervezetben erre a célra jelen lévő enzimrendszer segítségével. A folyamat során a jellemzően hidrofób (zsíroldékony) anyagok hidrofillá (vízoldékonnyá) alakulnak, ami megkönnyíti a kiválasztásukat (exkréció). A xenobiotikumok metabolizmusának kiemelt jelentősége van a farmakológiában (itt a neve gyógyszermetabolizmus) és a toxikológiában („méregtelenítés”), mivel ez határozza meg, hogy egy adott anyag mennyi ideig és milyen intenzitással fejti ki a hatását.
A xenobiotikumok metabolizmusa három fázisra tagolható:
- I. fázis: modifikáció – ekkor a xenobiotikum kémiai módosítása történik oxidáció, redukció vagy hidrolízis útján, ezáltal olyan kémiai csoportok alakulnak ki a molekulában, amely lehetővé teszi a konjugációt
- II. fázis: konjugáció – az I. fázisban aktivált molekulához szulfát-, acetil-, metilcsoportok, glükuronsav, glutation stb. molekulák kapcsolódnak
- III. fázis: további átalakítás és kiválasztás (exkréció) – a II. fázisban keletkezett konjugátumok szükség esetén tovább alakulnak, hogy lehetővé váljon a MRP (multidrug resistance protein: multidrugrezisztencia-fehérje)-transzporterek általi kiválasztása az extracelluláris térbe.

## A máj epeválasztó működése
A máj epeválasztó működése egyszerre szolgál digesztív (szekréciós) és nem digesztív (exréciós) célokat.
Az emésztőcsatornához csatlakozó mirigyek közé tartozik az átlagosan 1500 g tömegű máj, mely egyike a szervezet legsokoldalúbb működésű szervének. Funkciói közé tartozik az átlagosan 600 ml-nyi (határok 200-1200 ml) epe kiválasztása is.
Az epeválasztásnak kettős funkciója van: egyrészt a lipidek lebontásában és felszívásában szereplő epesavas sók és foszfolipidek szintézise és kiválasztása, másrészt egyes anyagcsere-végtermékek és testidegen anyagok kiválasztása. Ez utóbbi működéséhez tartozik a bilirubin, a koleszterin és a májban részlegesen átalakított toxikus környezeti anyagok, gyógyszerek, nehézfémek kiválasztása, azaz a májtisztítás és májvédelem.
Az epe szekréciójában kétféle sejt vesz részt: egyrészt a máj falisejtjei, amelyek az epesavas sókat, a koleszterint, a foszolipideket, az epefestéket és az idegen anyagokat választják ki, másrészt az epecsatornákat bélelő hámsejtek, amelyek az elektrolitoldat egy részének szekréciójáért felelősek. Az átlagosan 600 ml-es napi epeszekrécióból a falisejtek szekréciója kb, 75, az epecsatornáké 25 százalék.
Az idegen kémiai anyagokat – keletkezzen az a szervezetben vagy jusson be kívülről, a máj illetve a vese közömbösíti ill. távolítja el. Azok a vegyületek, amelyek vízoldékonyak, gyakran változatlanul ürülnek a vizelettel együtt a májtisztítás során. A vízben nem oldható vegyületek távozásának egyik feltétele, hogy vízoldékonnyá alakuljanak át, hogy a máj méregtelenítési folyamatai hatékonyan eltávolíthassák a szervezetből.

## A „méregtelenítés” kémiai folyamata
Kémiailag különböző vegyületek lényegileg hasonló módon alakulnak át a méregtelenítés során. Az első szakaszban különböző kémiai reakciók során az anyavegyületből hatástalan vagy lényegesen módosult hatású származékok keletkeznek. Ez után a már módosult termékhez újabb molekula kapcsolódik, amely vízben oldhatóvá teszi őket. E két folyamat révén általában a kiindulási vegyületnél egy kevésbé ártalmas anyag jön létre, de az is megeshet, hogy az újonnan létrejövő származék mérgezőbb, mint az anyavegyület. Ilyen lehet például az altatógázok dehalogenezése során keletkező szabad gyökök. A halothan (és származékai) mintegy 10-15%-a a májban átalakul, és ennek során szabad gyök természetű származékok keletkeznek, amelyek közvetlenül vagy immunfolyamatok bekapcsolásával közvetve májkárosodáshoz, különböző májbetegségekhez vezethetnek.
Rengeteg anyag károsíthatja a májat. Azok az idegen anyagok, amelyek minden esetben májsejt elhalást okoznak hepatoxinoknak nevezzük. Ilyen pl. a foszfor, a szén-tetraklorid és számos ipari eredetű kemikália. Más anyagok nem bírnak direkt hepatoxikus hatással. Ilyenkor a májkárosodás és a májbetegségek kialakulásához a fogékonyság és sok más tényező egyidejű jelenléte szükséges.
A máj méregtelenítése és a májvédelem függ:
- a májon átáramló vérmennyiségtől és a májbeli felvétel mértékétől,
- a vér-májsejt transzport sebességétől,
- a lebontó-átalakító enzimek aktivitásától,
- a kiválasztás dinamikájától.
A máj méregtelenítő kapacitásának túlterhelése vagy csökkenése 3 vegyület lebontása során járhat következményekkel. Ezek az alkohol, a bilirubin és az ammónia.

### Az alkohol lebontása
A májba jutott etil-alkohol 80%-át a dehidrogenázok bontják le. 10%-ért a peroxiszóma kataláz enzimje, 10%-ért a mikroszomális oxidázrendszer a felelős.
Egy átlagos, 70 kg testtömegű egészséges májműködésű emberben óránként 10 g etanol bomlik le. A lebontás sebességét nem az enzim aktivitása, hanem a rendelkezésre álló hidrogénakceptor, a NAD mennyisége illetve a belőle keletkezett NADH2 visszaoxidálásának sebessége szabályozza. Ahhoz, hogy a szervezet képes legyen tökéletesen lebontani az alkoholt, olyan hidrogénakceptor vegyületekre van szükség, melyek képesek a NADH2-ről átvenni a hidrogént (pl. piroszőlősav). Éhezés során ezen vegyületek mennyisége csökken, így az alkohol lassabban tud lebomlani. Ezzel és az éhomi állapotban gyorsult felszívódással magyarázható az alkohol erősebb és gyorsabb hatása, ha üres gyomorra iszunk.
Az alkohol káros következményeiért az egyik toxikus bomlásterméke, az acetaldehid a felelős.
Az alkoholtoleranciában jelentős egyéni különbségek vannak. Ha az egyén etanolbontó kapacitása nagy, enzimrendszere gyorsan működik (hiperaktív), vagy az acetaldehid-dehidrogenáz lassabban működik, akkor az acetaldehid hatása jobban érvényesül. A nők fokozottan érzékenyek az alkoholra részben ezen enzimrendszereik fokozott vagy csökkent működése miatt, részben pedig azért, mert gyomor-bélrendszerük nyálkahártyájában is meglévő dehidrogenázok gyorsabban alakítják át az alkoholt acetaldehiddé, ami így nagy koncentrációban jut a portális (a máj kettős vérellátású szerv) keringésbe. Ezért a máj- és sejtroncsoló hatását hatékonyabban fejti ki. Hasonló okokkal magyarázható a távol-keleti embercsoportok ill. az észak-amerikai indiánok rosszabb alkoholtűrő képessége is.

### Bilirubin
Kiválasztása
A vérfesték (hemoglobin) és más vastartalmú festékek és enzimek lebontásából naponta 250–300 mg bilirubin keletkezik (80% a hemoglobinból). A bilirubin vízben oldhatatlan, albuminhoz kötődve szállítódik a májsejtekhez. A májsejtekben levő endoplazmás reticulumban 2 glukuronsavval konjugálódik, így az eredetileg „összehajtogatott” molekula kiterül, ezáltal szabaddá válnak a hidrofil csoportok és vízoldékonnyá válik. Aktív folyamatok révén ez után az epével együtt a bélcsatornába kerül, ahol a bélbaktériumok hatására a nagyobb része redukálódik (urobilinogén – UBG), majd színes szterkobilin-származékokká oxidálódik és a széklettel kiürül a szervezetből. Az UBG 10-15%-a felszívódva újra visszajut a májba, ahol visszaalakul bilirubinná, és a fentebb leírtak szerint újra kiválasztódik az epével. Májbetegség esetén ez a funkció is károsodik, így megnő a vizelettel kiürülő UBG szintje.
Ha vér bilirubin szintje tartósan magas, akkor a bilirubin jelentős része kovalensen kötődik az albuminhoz. Ez a komplex nem jut át a szöveteken, a vese nem tudja kiválasztani, így nem jelenik meg a vizeletben sem.
Toxicitása
A konjugálatlan bilirubin zsíroldékony, így könnyen átjut a membránokon, így a vér-agy gáton is. Ha több bilirubin van a szervezetben, mint amennyit az albumin meg tud kötni, akkor a szabad, zsírban oldódó bilirubin átjutva a vér-agy gáton, belép és lerakódik a központi idegrendszerben, ahol maradandó károsodást okoz. Hosszan tartó súlyos sárgaság esetén bevett szokás a vércsere. Ezért veszélyes az újszülöttek elhúzódó sárgasága, mivel náluk a vér-agy gát még fejletlen, így az agyba kerülő bilirubin az agyi magvakba lerakódva (bazális ganglionok), maradandó idegrendszeri károsodást okoz.

### Ammónia
Az aminosavak lebontásából, valamint a vastagbélbaktériumok tevékenysége során keletkező ammónia toxikus vegyület. Nagyrészt a máj méregtelenítése során karbamiddá alakulva a vizelettel távozik a szervezetből.
Méregtelenítése
Az ammónia felszaporodását összefüggésbe hozták a májkóma kialakulásával – májbetegséghez társuló eszméletvesztés. Ennek oka, a máj méregtelenítő funkciójának olyan mértékű romlása, hogy a zsigeri területről származó, egészséges körülmények között megkötődő vagy metabolizálódó anyagok nagy mértékében kerülnek a szisztémás keringésbe. Az ilyen betegeknél nagymértékben megemelkedett a vér ammónia szintje és ez párhuzamosan változik a tünetek súlyosbodásával.
Többlettermelés
Krónikus májbetegeknél, eddig nem ismert okok miatt, magasabb bélszakaszba vándorol a vastagbél baktériumflórája. A bélben lévő glutaminból és karbamidból bakteriális glutamináz, ureáz hatására ammónia hasad le. Különösen nagy az ammónia-felszabadulás, ha a béltartalom sok fehérjét tartalmaz.
Kóros megoszlás
Normális vér pH értéken az egyensúly az ammóniumion képződése felé tolódik. A sejtmembrán az ammónia számára átjárható, ammóniumion számára viszont nem. Ebből következik, hogy adott ammóniamennyiség nem egyenlően oszlik meg két különböző pH-jú tér között: a savanyúbb oldalon nagyobb lesz a koncentrációja.
Az ammónia ugyan nem tehető önmagában felelőssé a májkóma kialakulásáért, de szerepét alátámasztják, hogy az ammóniaszintet csökkentő terápiával enyhülnek a májkóma tünetei.